# Amor mío (serie de televisión mexicana)
Amor mío es una serie de televisión tipo sitcom mexicana, adaptación de la argentina Amor mío producida en 2005, original de Romina Yan para Cris Morena Group. La versión mexicana es una producción de Televisa.
Fue protagonizada por Vanessa Guzmán y Raúl Araiza, con la participación antagónica de Umberto Bondoni, con las participaciones estelares de Verónica Jaspeado, Ricardo Fastlicht y la de los primeros actores Rosa María Bianchi y Manuel "Flaco" Ibáñez.

## Sinopsis
La historia gira en torno a Abril y Marcos, dos personas con personalidades totalmente opuestas. Ella es inquieta, extrovertida, alegre, mientras él es amante del orden, la tranquilidad y una vida hogareña, que le encanta tener encuentros con personas del segundo tipo. La convivencia no es fácil y es peor cuando ambos tratan de disimular la atracción que va surgiendo entre ellos.
Los protagonistas de esta historia se conocen durante su infancia. Ángeles (la madre de Marcos) se enamora de Miguel (el padre de Abril), después de que ambos se separan de sus respectivos cónyuges. Ellos desean casarse y es así como las vidas de Abril y Marcos se cruzan por primera vez. Ellos al principio sienten un rechazo inmediato y así viven durante varios años, pelea tras pelea, hasta que sus vidas toman caminos distintos. 
Sin embargo, el destino se empeña en volver a unirlos, ahora siendo adultos. El abogado de la familia los cita para la lectura de testamento después de que sus padres mueren en un accidente automovilístico. Ellos son los herederos de un departamento, el cual no puede ser vendido hasta resolver su situación jurídica.
Es así como comienza esta historia de amor en la que Abril y Marcos viviendo en el mismo departamento y pelea tras pelea se dan cuenta de que se aman el uno a otro, pero en el camino se interpone Santiago el rival de Marcos el cual se enamora de Abril, además el temor a lo que pensaran sus padres (Maggie y Andrés) y sus amigos (Vera y Felipe).
También Vera y Felipe se darán cuenta de la atracción que hay entre ellos, Maggie hará hasta lo imposible por conquistar al coronel Andrés, Inés la madrina millonaria de Abril dejara de ser una solterona al lado de Velasco (jefe de Marcos) y el amor triunfará en el amor!

## Elenco
- Vanessa Guzmán ... Abril Juárez Casadiego
- Raúl Araiza Herrera ... Marcos Sinclair
- Manuel "Flaco" Ibáñez ... Don Coronel Andrés Sinclair
- Rosa María Bianchi ... Doña Margarita "Maggie" Casadiego Vda. de Juárez
- Verónica Jaspeado ... Vera Esmeralda Holtz
- Uberto Bondoni ... Santiago Legorreta
- Patricio Borghetti ... Javier Martínez Andaluz
- Wendy González ... Violeta Sinclair
- Ricardo Fastlicht ... Felipe Gómez
- Juan Carlos Colombo ... Don Rubén Faustino Velasco
- Nora Velázquez ... Sara "Sarita" Parra Andaluz
- Marcela Ferradás ... Doña Inés Ibañez
- Isabel Macedo ... Daniela Sánchez
- Sol Canesa ... Recepcionista Mónica
- Masaya Candelario ... Leyla
- Dolores Sarmiento ... Sole (mismo personaje en la versión argentina)

## Episodios
- 1.ª temporada: 150 episodios.
- 2.ª temporada: 80 episodios.

## Premios y nominaciones

### Premios y nominaciones a la producción
| Año  | Categoría                 | Resultado |
| ---- | ------------------------- | --------- |
| 2008 | Mejor programa de comedia | Nominado  |
| 2007 | Mejor programa de comedia | Ganador   |

### Premios y nominaciones a los actores
| Año  | Categoría                           | Persona        | Resultado |
| ---- | ----------------------------------- | -------------- | --------- |
| 2007 | Mejor estrella femenina de comedia  | Vanessa Guzmán | Nominada  |
| 2007 | Mejor estrella masculina de comedia | Raúl Araiza    | Nominado  |

## Versiones
- Amor mío es un remake de la telenovela argentina Amor mío, producida por Cris Morena Group y emitida  por Telefe en el 2005, protagonizada por Romina Yan y Damián De Santo.